# Membres de l'Ordre national du Québec, par ordre alphabétique L
L'article contient une liste des membres de l'Ordre national du Québec. En 2011, il y a 810 personnes en tout qui font partie de cet ordre.
| \| Listes des membres de l'Ordre national du Québec \|            |
| A B C D E F G H I J K L M N O P Q R S T U V W X Y Z Non canadiens |
| Listes des membres de l'Ordre national du Québec                  |

| Nom                          | Grade            | Année | Occupation                                                                              |
| Bernard Labadie              | Chevalier        | 2006  | chef d'orchestre                                                                        |
| Françoise Labbé              | Chevalière       | 1997  | peintre                                                                                 |
| Maurice L'Abbé               | Officier         | 1993  | enseignant, prêtre-curé                                                                 |
| Louis Laberge                | Officier         | 1988  | syndicaliste                                                                            |
| Marie Laberge                | Chevalière       | 2004  | écrivaine                                                                               |
| Fernand Labrie               | Officier         | 1981  | spécialiste des maladies du cœur                                                        |
| Andrée Lachapelle            | Chevalière       | 1997  | actrice                                                                                 |
| Réal Lacombe                 | Chevalier        | 2007  | médecin                                                                                 |
| Jacques Lacoursière          | Chevalier        | 2002  | historien                                                                               |
| Estelle Lacoursière          | Officière        | 2001  | religieuse, professeure, botaniste et écologiste                                        |
| Benoît Lacroix               | Grand officier   | 1996  | critique littéraire et médiéviste                                                       |
| Robert Lacroix               | Officier         | 2001  | administrateur de l'Université de Montréal                                              |
| Guy Lafleur                  | Chevalier        | 2005  | joueur de hockey                                                                        |
| Guy Laliberté                | Chevalier        | 1997  | fondateur et directeur du Cirque du soleil                                              |
| Jean-Paul L'Allier           | Officier         | 2004  | maire de Québec                                                                         |
| Bernard Lamarre              | Officier         | 1985  | ingénieur, PDG de SNC-Lavalin                                                           |
| Phyllis Lambert              | Grande officière | 2005  | mécène et architecte                                                                    |
| Louise Lambert-Lagacé        | Chevalière       | 2006  | nutritionniste                                                                          |
| Gilles Lamontagne            | Chevalier        | 2000  | ministre au gouvernement canadien                                                       |
| Yves Lamontagne              | Chevalier        | 1996  | psychiatre, président du Collège des médecins du Québec                                 |
| Arthur Lamothe               | Chevalier        | 1999  | cinéaste                                                                                |
| Gisèle Lamoureux             | Chevalière       | 1996  | phytophotographe, botaniste et écologiste                                               |
| Roger D. Landry              | Officier         | 1992  | journal La Presse                                                                       |
| Bernard Landry               | Grand officier   | 2008  | premier ministre québécois                                                              |
| Gilles Langevin              | Officier         | 2001  | jésuite                                                                                 |
| Paul-Émile Langevin          | Chevalier        | 2003  | spécialiste de l’Écriture sainte                                                        |
| Jacques Langlais (historien) | Chevalier        | 2005  | fondateur de l'Institut interculturel de Montréal                                       |
| Daniel Langlois              | Chevalier        | 1999  | fondateur et président de Softimage                                                     |
| Jacques Languirand           | Chevalier        | 2004  | animateur radio                                                                         |
| Jean Lapointe                | Officier         | 2006  | auteur-compositeur-interprète, acteur et sénateur                                       |
| Jeanne Larocque Blackburn    | Officier         | 2004  | politicienne et enseignante                                                             |
| Rodrigue Larue               | Grand officier   | 1997  | écrivain                                                                                |
| Rina Lasnier                 | Grande officière | 1987  | poète, écrivaine                                                                        |
| Maryse Lassonde              | Chevalière       | 1999  | professeur en neuropsychologie                                                          |
| Pierre Lassonde              | Officier         | 2008  | homme d'affaires                                                                        |
| Normand Latourelle           | Chevalier        | 2007  | créateur de spectacles                                                                  |
| René Latourelle              | Grand officier   | 1994  | prêtre et professeur                                                                    |
| Guy Latraverse               | Chevalier        | 2003  | imprésario, producteur et fondateur du groupe Spectra                                   |
| Philippe Latulippe           | Chevalier        | 2004  | militaire                                                                               |
| Jacques Laurin               | Chevalier        | 1993  | professeur et linguiste                                                                 |
| Claude Lavoie                | Chevalier        | 1990  | organiste                                                                               |
| Pierre Lavoie                | Chevalier        | 2006  | athlète, président de l'Association sur l'acidose lactique                              |
| Denis Lazure                 | Chevalier        | 2007  | psychiatre                                                                              |
| Claude Le Sauteur            | Chevalier        | 2000  | peintre                                                                                 |
| Maurice Lebel                | Officier         | 1994  | professeur et écrivain                                                                  |
| Charles Philippe Leblond     | Grand Officier   | 2001  | biologiste                                                                              |
| René Lecavalier              | Chevalier        | 1987  | descripteur sportif                                                                     |
| Félix Leclerc                | Grand officier   | 1985  | auteur, compositeur et interprète                                                       |
| André Roch Lecours           | Officier         | 1997  | médecin, scientifique                                                                   |
| Monique Lecours              | Chevalière       | 2000  | agricultrice                                                                            |
| Jack Wing Lee                | Chevalier        | 2007  | homme d'affaires                                                                        |
| Gilles Lefebvre              | Chevalier        | 1985  | violoniste                                                                              |
| Micheline Legendre           | Chevalière       | 1991  | marionnettiste                                                                          |
| Pierre Legendre              | Officier         | 2007  | écologiste                                                                              |
| Jean-Marc Léger              | Officier         | 1992  | écrivain                                                                                |
| Paul-Émile Léger             | Grand officier   | 1985  | cardinal de Montréal                                                                    |
| Francine Lelièvre            | Chevalière       | 2002  | directrice générale de Pointe-à-Callière, musée d'archéologie et d'histoire de Montréal |
| Bernard Lemaire              | Officier         | 1995  | fondateur et président de Cascades Inc.                                                 |
| Roger Lemelin                | Officier         | 1989  | écrivain                                                                                |
| Vincent Lemieux              | Officier         | 2003  | politologue et professeur                                                               |
| Jean-Paul Lemieux            | Grand officier   | 1997  | peintre                                                                                 |
| Michel Lemire                | Chevalier        | 2007  |                                                                                         |
| Robert Lepage                | Officier         | 1999  | dramaturge et cinéaste                                                                  |
| Gilles Lesage                | Chevalier        | 1999  | journaliste politique                                                                   |
| Roger A. Lessard             | Chevalier        | 2002  | physicien                                                                               |
| Rita Letendre                | Officière        | 2002  | artiste                                                                                 |
| Claude Léveillée             | Chevalier        | 1998  | auteur, compositeur et interprète                                                       |
| Georges-Henri Lévesque       | Officier         | 1985  | homme d'Église, professeur, sociologue                                                  |
| Jacques Lévesque             | Chevalier        | 2002  | doyen de la Faculté de science politique et de droit de l'UQAM                          |
| Jean-Louis Lévesque          | Officier         | 1990  | homme d'affaires                                                                        |
| Louise Lévesque              | Chevalière       | 2004  | professeur et chercheuse en gériatrie                                                   |
| Raymond Lévesque             | Chevalier        | 1997  | auteur, compositeur et interprète                                                       |
| René Lévesque                | Grand officier   | 2008  | premier ministre                                                                        |
| Monique Leyrac               | Chevalière       | 1998  | chanteuse                                                                               |
| Claire L'Heureux-Dubé        | Grande officière | 2004  | présidente du Bureau de l’ombudsman de la Ville de Québec                               |
| Fernand Lindsay              | Chevalier        | 1990  | membre du clergé impliqué socialement                                                   |
| Édouard Lock                 | Chevalier        | 2001  | danseur                                                                                 |
| Margaret Lock                | Officière        | 2004  | professeure d’anthropologie médicale                                                    |
| Paul Lorrain                 | Officier         | 1994  | physicien                                                                               |
| Louis Lortie                 | Chevalier        | 1997  | pianiste                                                                                |
| Mikhael Love                 | Chevalier        | 2006  | Artiste, chanteur, Mécanicien                                                           |
| Monique Lussier Bessette     | Chevalière       | 1997  | productrice agricole                                                                    |